# Boholt, Hunedoara
Boholt este un sat în comuna Șoimuș din județul Hunedoara, Transilvania, România.

## Lăcașuri de cult
Biserica localității Boholt poartă hramul „Intrarea Domnului în Ierusalim” și a fost construită, potrivit tradiției locale, între 1841 și 1844. Este un edificiu de mari dimensiuni, compus dintr-un altar semicircular, ușor decroșat, o navă dreptunghiulară, compartimentată la interior în naos și pronaos și un turn-clopotniță robust, cu foișor deschis din lemn și două încăperi anexe, precedat de un pridvor amplu. Cu excepția fleșei evazate, învelite în tablă, la acoperișul propriu-zis s-a folosit țigla. În cursul amplei renovări din 1969, pereții au fost supraînălțați cu 0,60 m; alte reparații au avut loc în anii 1910, 1946, 1958, 1981 și 2005. Interiorul a fost împodobit iconografic, în tehnica „frescă”, în anul 1981 de pictorul Ioan Axente Botezan din Deva. Anterior, obștea locală fusese deservită liturgic de o bisericuță din bârne, ridicată într-o vatră mai veche a satului, în stânga drumului care duce spre Toplița, probabil în prima jumătate a secolului al XVIII-lea.

## Obiective turistice
- Rezervația Boholt (rezervație naturală, 1 ha).

## Vezi și

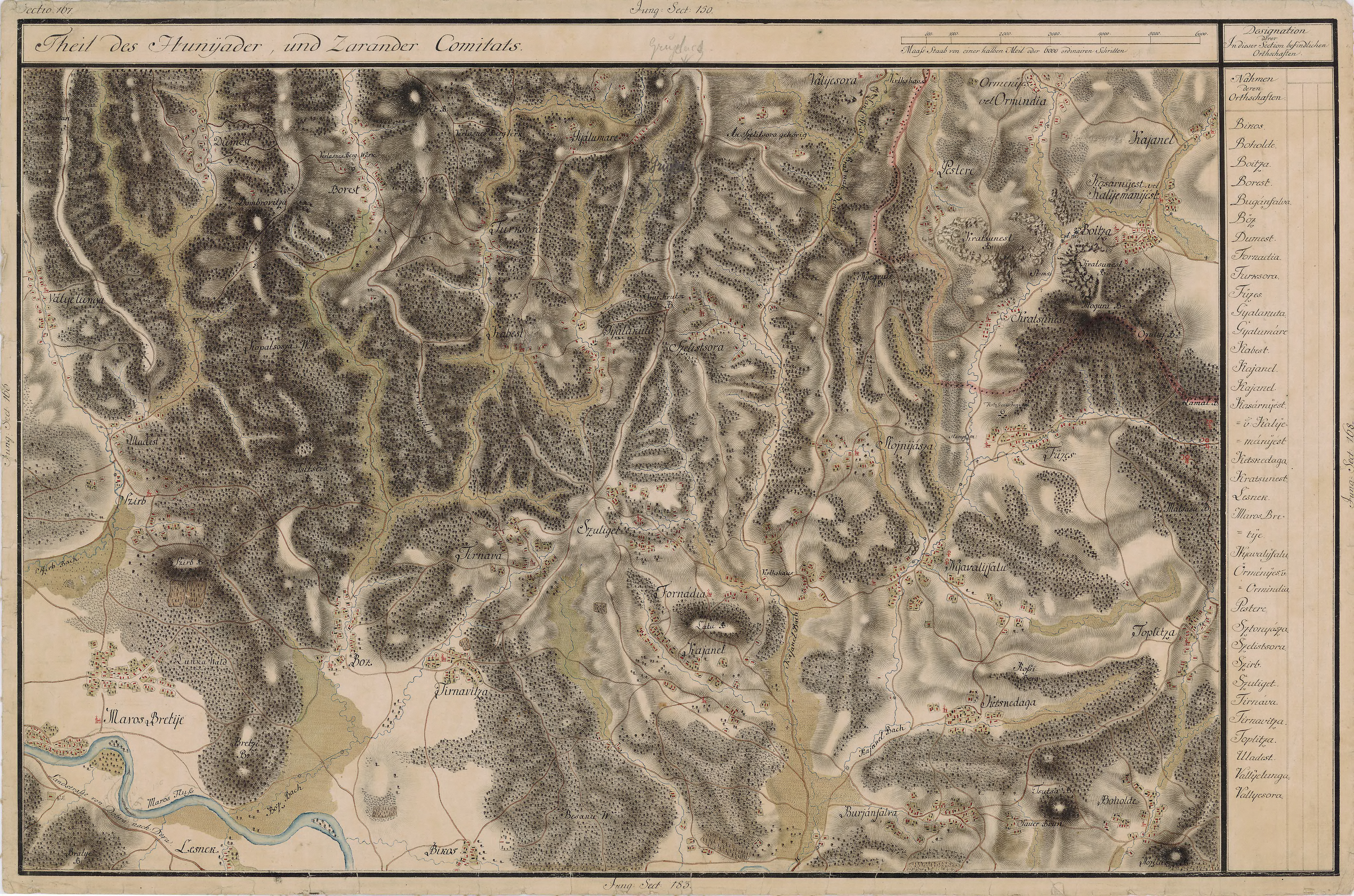
Boholt în Harta Iosefină a Transilvaniei, 1769-1773